# Zeitung vum Lëtzebuerger Vollek
Le Zeitung vum Lëtzebuerger Vollek est un journal publié au Luxembourg par le Parti communiste luxembourgeois.

## Histoire
Le Zeitung vum Lëtzebuerger Vollek est créé en 1946,. Le journal est publié en langue allemande et est détenue par le Parti communiste luxembourgeois.
En 2004, le journal est distribué à 1 000 exemplaires.
Zeitung vum Lëtzebuerger Vollek reçoit 353 281 € de subvention annuelle à la presse en 2009.